# Robertia
Robertia és un gènere de dicinodonts petits i primitius, uns dels primers membres d'aquest grup. Se n'han trobat restes fòssils a Sud-àfrica. Feien uns 20 cm de longitud.